# Suiyang (köpinghuvudort i Kina, Guizhou Sheng, lat 28,12, long 107,74)
Suiyang (kinesiska: 绥阳, 绥阳镇) är en köpinghuvudort i Kina. Den ligger i provinsen Guizhou, i den sydvästra delen av landet, omkring 200 kilometer nordost om provinshuvudstaden Guiyang. Antalet invånare är 24 886. Befolkningen består av 12 172 kvinnor och 12 714 män. Barn under 15 år utgör 29,0 %, vuxna 15-64 år 61 %, och äldre över 65 år 9,0 %.